# Rolf Nevanlinna
Rolf Herman Nevanlinna (22 de octubre, de 1895, Joensuu, Finlandia Oriental - 28 de mayo, de 1980, Helsinki), conocido como Rolf Navanlinna, es tal vez el matemático finés más famoso. Fue particularmente apreciado por su trabajo en teoría de funciones (por ejemplo, análisis complejo). Aparte de las matemáticas, Nevanlinna tuvo gran interés en la cultura y política. Sus opiniones en política fueron algunas veces controvertidas, pero su talento como músico amateur fue ampliamente apreciado. Fue miembro activo del Partido Finlandés Ultranacionalista y también miembro del Movimiento Finlandés Progermánico y combatiente del Batallón de Voluntarios Fineses de las Waffen-SS durante un tiempo en la Segunda Guerra Mundial.[cita requerida]

## Premio Rolf Nevanlinna
Por las vinculaciones de Rolf Nevanlinna con los nazis, el premio de matemáticas que llevaba su nombr lleva, a partir de mayo de 2019, el nombre de Premio Abacus.